# Catigaonopsis providenceae
Catigaonopsis providenceae – gatunek modliszek z rodziny modliszkowatych i podrodziny Angelinae. Jedyny gatunek monotypowego rodzaju Catigaonopsis.
Gatunek i rodzaj opisane zostały w 2009 roku przez M. C. Vyjayandiego i współpracowników, na podstawie pojedynczego okazu samca.

## Opis

### Opis rodzaju
Modliszki o smukłym ciele. Głowa z łukowato zakrzywioną górną krawędźą sklerytu czołowego. Na bokach podłużnego przedplecza obecne guzki. Odnóża przednie o zewnętrznych płatkach wierzchołkowych bioder nieprzylegających i rozbieżnych, drugim kolcu dyskowatym ud dłuższym niż pierwszy, a goleniach słabiej niż u Leptocola zredukowanych. Rowek do chowania położony jest w pobliżu środka przedniego uda. Górna krawędź przedniego uda zakrzywiona, a pierwszy kolec dyskowaty położony bliżej jego środka. W sumie na przednich udach obecnych jest 15 kolców wewnętrznych, 4 zewnętrzne i 4 dyskowate. Samce mają obie pary skrzydeł zredukowane, długość przednich wynosi u niich od 6 do 7 mm. Płytka nadanalna trójkątna i spiczasta. Przysadki odwłokowe nierozszerzone, zaokrąglone, wystające poza wierzchołek odwłoka.

### Opis gatunku
Ciało samca długości 64 mm, jasnozielone z czarnym wierzchołkami kolców ud przednich oraz ciemnoszaro-pomarańczowymi oczami. Pseudophallus i titillator krótkie, prawe nadprącie (epiphallus) trójkątne, zaś hypophallus szerszy u nasady i wyposażony w zagięty w prawo kolec.

## Rozprzestrzenienie
Gatunek znany wyłącznie z lasu Cotigao w indyjskim stanie Goa.